# Championnat d'Occitanie de cross-country
 (février 2025).
Le Championnat d'Occitanie de cross-country (Interrégionaux Sud de cross-country) est l'une des neuf demi-finales des Championnats de France de cross-country. Les participants à cette épreuve sont issus des résultats des championnats régionaux des anciennes régions administratives Languedoc-Roussillon et de Midi-Pyrénées.
Cette compétition est organisée à partir de 2016 à la suite de la création de la nouvelle région Occitanie.

## Palmarès cross long hommes
- 2016 : Jean-Claude Niyonizigiye
- 2017 : Mathieu Brulet
- 2018 : El Hassane Ben Lkhainouch
- 2019 : El Hassane Ben Lkhainouch
- 2020 : El Hassane Ben Lkhainouch

## Palmarès cross long femmes
- 2016 : Christine Bardelle
- 2017 : Sophie Duarte
- 2018 : Manon Pareau
- 2019 : Khadija Boudjellouli
- 2020 : Sophie Duarte